# Southbya nigrella
Southbya nigrella là một loài rêu tản trong họ Arnelliaceae. Loài này được (De Not.) Henriq. miêu tả khoa học lần đầu tiên năm 1886.